# Sc Heerenveen in het seizoen 2011/12 (mannen)
Deze pagina geeft diverse statistieken van voetbalclub sc Heerenveen van het seizoen 2011/2012. Heerenveen speelt dit seizoen in de Eredivisie en deed mee in de strijd om de KNVB beker. In de halve finale werden ze uitgeschakeld door PSV. Het werd 1-3. Na tegenvallende resultaten van vorig jaar speelt de club ook dit seizoen niet in de UEFA Europa League. De ploeg wordt voor het tweede opeenvolgende seizoen gecoacht door Ron Jans. Echter werd wel assistent van Jans,Raymond Libregts vervangen. Voor hem kwam Henk Herder in de plaats. Daarnaast zullen Jeffrey Talan, Tieme Klompe en Albert van der Sleen de technische staf complementeren voor het komend seizoen.
Er is een samenwerkingsverband met FC Emmen, waardoor enkele jeugdspelers zullen worden verhuurd aan deze club.

## Uitshirt
In aanloop naar het nieuwe seizoen kwam Heerenveen met een ludieke actie om het uitshirt te presenteren, 13 dagen voor de laatste uitwedstrijd van het seizoen 2010/2011 tegen Roda JC Kerkrade. De start van deze actie werd gemaakt tijdens de thuiswedstrijd tegen Ajax, hier liep het orkest in ouderwetse kleding uit de jaren 20. En ook de kinderen die mee het veld op liepen zagen eruit alsof ze auditie gingen doen voor Ciske de Rat. Op de site werden foto's en filmpjes getoond waarin steeds een glimp van het shirt te zien was. De foto's en filmpjes die Heerenveen maakte waren ook een verwijzing naar een historische shirt. Het moest er op lijken dat de spelers en coach van Heerenveen rondliepen in de jaren 20 van de twintigste eeuw. Dit werd gerealiseerd door ze kleding uit die tijd te laten dragen inclusief nepsnorren en er werd zelfs een klassieke bus geregeld. Al snel werd op verschillende fora duidelijk dat het zou gaan om een shirt dat lijkt op het huidige thuisshirt van AFC Ajax. Veel fans hebben hier toch wel moeilijk mee, ondanks het feit dat Heerenveen in het verleden in dit tenue speelde nog voor dat sc Heerenveen het herkenbare Pompeblêdshirt introduceerde. Na veel protesten van fans en een dreigende rechtszaak namens Ajax heeft de directie uiteindelijk toch besloten niet verder te gaan met dit uitshirt.

## Wedstrijden

### Oefenwedstrijden
| Plaats                 | Datum    | Thuis                     | Uitslag | Uit                | Doelpuntenmakers (Heerenveen)                                         |
| ---------------------- | -------- | ------------------------- | ------- | ------------------ | --------------------------------------------------------------------- |
| Sloten                 | 23-06-11 | Gaasterlân-Sleat Selectie | 1 - 14  | sc Heerenveen      | Elm , Dost 3×, Martinus 2×, Kums 2×, Narsingh 2×, Assaidi 3× en Kainz |
| Dronten                | 2-07-11  | SV Dronten                | 0 - 5   | sc Heerenveen      | Janmaat, Dost, Van Anholt, Djuricic en Assaidi                        |
| Langezwaag             | 5-07-11  | sc Heerenveen             | 5 - 0   | Go Ahead Eagles    | Djuricic, Narsingh 2×, Janmaat, Assaidi                               |
| Vaals                  | 13-07-11 | AA Gent                   | 4 - 1   | sc Heerenveen      | Dost                                                                  |
| Appelscha              | 16-07-11 | Sparta Rotterdam          | 1 - 2   | sc Heerenveen      | Elm, Kums                                                             |
| Leek                   | 20-07-11 | K. Beerschot AC           | 1 - 2   | sc Heerenveen      | Djuricic, Martinus                                                    |
| Bergum                 | 23-07-11 | sc Heerenveen             | 0 - 2   | RCD Mallorca       |                                                                       |
| Abe Lenstra Stadion    | 31-07-11 | sc Heerenveen             | 5 - 4   | Olympiakos Piraeus | Narsingh, Djuricic, Elm, Breuer, Dost                                 |
| Oudega                 | 6-10-11  | sc Heerenveen             | 5 - 1   | Telstar            | Martinus, Kainz, Schmidt, Huntink en Valpoort                         |
| sportpark Skoatterwâld | 10-11-11 | sc Heerenveen             | 4 - 1   | Almere City FC     | Uzo* 2×, Sibon en Kainz                                               |
| Paços de Ferreira      | 11-1-12  | sc Heerenveen             | 4 - 2   | Bayer Leverkusen   | Ziyech , Zomer en Slagveer 2×                                         |
| Vila Real San António  | 14-1-12  | sc Heerenveen             | 1 - 0   | Hannover 96        | Narsingh                                                              |

- Uzo was een testspeler

### Eredivisie
| Datum      | Thuis         | Uitslag | Uit             | Doelpuntenmakers (Heerenveen)                                | kaarten (Heerenveen)                                       |
| ---------- | ------------- | ------- | --------------- | ------------------------------------------------------------ | ---------------------------------------------------------- |
| 06-08-2011 | sc Heerenveen | 2 - 2   | N.E.C.          | 47' Assaidi 70' Narsingh                                     | 61' Breuer 64' Đuričić 85' Elm (kaart geseponeerd)         |
| 14-08-2011 | Ajax          | 5 - 1   | sc Heerenveen   | 39' Dost                                                     | 39' Dost 78' Švec                                          |
| 20-08-2011 | sc Heerenveen | 1 - 5   | FC Twente       | 87' Narsingh                                                 |                                                            |
| 28-08-2011 | Feyenoord     | 2 - 2   | sc Heerenveen   | 26' (pen.) Dost 47' Assaidi                                  | 31' Breuer 40' Đuričić 60', 64' Zomer 67' Kums 80' Schmidt |
| 11-09-2011 | sc Heerenveen | 3 - 0   | FC Groningen    | 45 +1' Dost 62' Assaidi 84' Đuričić                          |                                                            |
| 17-09-2011 | VVV-Venlo     | 0 - 3   | sc Heerenveen   | 74' Narsingh 82' Dost 89' Assaidi                            | 65' Zomer                                                  |
| 24-09-2011 | sc Heerenveen | 1 - 1   | Heracles Almelo | 29' Assaidi                                                  | 15' Assaidi 90 +2' Dost                                    |
| 1-10-2011  | Vitesse       | 1 - 1   | sc Heerenveen   | 90+1' Gouweleeuw                                             | 34' Elm 61'El Akchaoui 79' Zomer 80' Dost                  |
| 15-10-2011 | sc Heerenveen | 1 - 1   | De Graafschap   | 41' Kums                                                     | 58' Janmaat                                                |
| 22-10-2011 | FC Utrecht    | 1 - 4   | sc Heerenveen   | 18' Kums 60' Dost 74' Đuričić 82' Assaidi                    | 11' Zomer 46' Elm                                          |
| 29-10-2011 | sc Heerenveen | 4 - 0   | ADO Den Haag    | 44' Narsingh 76' (pen.) Dost 82' (pen.) Dost 87' Dost        | 58' Martinus                                               |
| 5-11-2011  | Roda JC       | 1 - 2   | sc Heerenveen   | 42' Assaidi 49' Đuričić                                      | 62' kums 74' Vandenbussche                                 |
| 19-11-2011 | sc Heerenveen | 1 - 1   | RKC Waalwijk    | 75' Sibon                                                    |                                                            |
| 26-11-2011 | NAC           | 2 - 2   | sc Heerenveen   | 31' Đuričić 61' Janmaat                                      | 3' Zomer 20' Janmaat 52' Kums                              |
| 4-12-2011  | sc Heerenveen | 5 - 1   | AZ              | 14' Dost 31' Van La Parra 46' Đuričić 48' Zomer 74' Narsingh |                                                            |
| 10-12-2011 | Excelsior     | 0 - 5   | sc Heerenveen   | 12' Dost 18' Dost 43' Dost 58' Dost 65' Dost                 |                                                            |
| 18-12-2011 | sc Heerenveen | 1 - 5   | PSV             | 73' Van La Parra                                             | 38' Kums                                                   |
| 21-01-2012 | De Graafschap | 0 - 2   | sc Heerenveen   | 12' (pen.) Dost 78' Dost                                     | 41' Janmaat 73' Zomer 75' Dost 85' Gouweleeuw 87' Schmidt  |
| 28-1-2012  | sc Heerenveen | 2 - 0   | FC Utrecht      | 12' Dost 14' Gouweleeuw                                      |                                                            |
| 2-2-2012   | sc Heerenveen | 4 - 3   | Roda JC         | 5' Dost 16' Janmaat 63' Sibon 70' Dost                       |                                                            |
| 21-01-2012 | RKC Waalwijk  | 0 - 1   | sc Heerenveen   | 39' Van la Parra                                             | 25' Kruiswijk 31' Van la Parra 69' Roorda                  |
| 17-2-2012  | sc Heerenveen | 1 - 0   | NAC Breda       | 34' Đuričić                                                  |                                                            |
| 26-02-2012 | AZ Alkmaar    | 3 - 3   | sc Heerenveen   | 55' Đuričić 76' Dost 76' Narsingh                            | 7' Kums                                                    |
| 3-03-2012  | ADO Den Haag  | 0 - 0   | sc Heerenveen   |                                                              |                                                            |
| 10-3-2012  | sc Heerenveen | 4 - 2   | Excelsior       | 20' Gouweleeuw 37' Zomer 40' Dost 77' Dost                   |                                                            |
| 18-3-2012  | PSV           | 5 - 1   | sc Heerenveen   | 51' (e.d.) Pieters                                           | 16' Đuričić 63' Kruiswijk                                  |
| 24-3-2012  | sc Heerenveen | 4 - 1   | VVV-Venlo       | 17' Elm 31'Đuričić 85' Elm 87' Dost                          |                                                            |
| 31-3-2012  | FC Groningen  | 1 - 3   | sc Heerenveen   | 24' Dost 41' Dost 86' Elm                                    | 47' Kums 68' Elm                                           |
| 10-4-2012  | sc Heerenveen | 0 - 5   | Ajax            |                                                              | 3' Vandenbussche                                           |
| 14-4-2012  | N.E.C.        | 2 - 4   | sc Heerenveen   | 66' Dost 71' Dost 80' Dost 93' Assaidi                       |                                                            |
| 10-4-2012  | sc Heerenveen | 1 - 1   | Vitesse         | 5' Đuričić                                                   | 18' Đuričić 67' Schmidt 90' Zomer                          |
| 28-4-2012  | Heracles      | 2 - 4   | sc Heerenveen   | 13' Dost 55' Narsingh 69' Đuričić 80' Dost                   | 4' Schmidt 57' Breuer                                      |
| 2-5-2012   | FC Twente     | 3 - 4   | sc Heerenveen   | 22' Dost 63' Assaidi 80' Narsingh 83' Assaidi                | 65' Assaidi                                                |
| 6-5-2012   | sc Heerenveen | 2 - 3   | Feyenoord       | 56' Dost 85' Van la Parra                                    | 13' Kums                                                   |

| nr. | Naam                                  | Goals |
| --- | ------------------------------------- | ----- |
| 1   | Dost                                  | 32    |
| 2   | Assaidi                               | 11    |
| 3   | Đuričić                               | 10    |
| 4   | Narsingh                              | 8     |
| 5   | Van La Parra                          | 4     |
| 6   | Gouweleeuw Elm                        | 3     |
| 8   | Janmaat Sibon Kums Van La Parra Zomer | 2     |

| nr. | naam                                       | assists |
| --- | ------------------------------------------ | ------- |
| 1   | Narsingh                                   | 20      |
| 2   | Đuričić                                    | 12      |
| 3   | Assaidi                                    | 8       |
| 4   | Dost                                       | 6       |
| 5   | Elm Gouweleeuw                             | 4       |
| 7   | Kums                                       | 3       |
| 8   | El Akchaoui Dost                           | 2       |
| 10  | Sibon Van la Parra Zomer Schmidt Nordfeldt | 1       |

| nr. | naam                                                                   | kaarten |
| --- | ---------------------------------------------------------------------- | ------- |
| 1   | Kums                                                                   | 7       |
| 1   | Zomer                                                                  | 6       |
| 3   | Dost Đuričić                                                           | 4       |
| 5   | Schmidt Elm Janmaat                                                    | 3       |
| 8   | Assaidi Kruiswijk Breuer                                               | 2       |
| 11  | Švec El Akchaoui Martinus Vandenbussche Gouweleeuw Van la Parra Roorda | 1       |

| nr. | naam                                | kaarten |
| --- | ----------------------------------- | ------- |
| 1   | Zomer Schmidt Janmaat Vandenbussche | 1       |

### KNVB beker
| Plaats     | Datum    | Thuis         | Uitslag | Uit            | Doelpuntenmakers (Heerenveen) | kaarten (Heerenveen) |
| ---------- | -------- | ------------- | ------- | -------------- | --- | -------------------- |
| Venlo      | 20-9-11  | VVV-Venlo     | 0 - 2   | sc Heerenveen  | 14' Narsingh 20' Dost |                      |
| Heerenveen | 25-10-11 | sc Heerenveen | 6 - 1   | Harkemase Boys | 16' Đuričić 23' Zomer 25' Dost 54' Narsingh 71' (pen.) Dost 83' Martinus                                                                         |                      |
| Heerenveen | 21-12-11 | sc Heerenveen | 11 - 1  | FC Oss         | 17' Narsingh 27' (pen.) Dost 30' Đuričić 45' Narsingh 48' Kums 52' Van la Parra 54' Đuričić 71' Van la Parra 85' Janmaat 88' Dost 90' Gouweleeuw |                      |
| Arnhem     | 31-1-12  | Vitesse       | 1 - 2   | sc Heerenveen  | 67' Elm 71' Dost | 79' Breuer 84' Kums  |
| Heerenveen | 21-3-12  | sc Heerenveen | 1 - 3   | PSV            | 34' Elm | 43' Zomer            |

| nr. | naam                                   | Goals |
| --- | -------------------------------------- | ----- |
| 1   | Dost                                   | 6     |
| 2   | Narsingh                               | 4     |
| 3   | Đuričić                                | 3     |
| 4   | Van la Parra Elm                       | 2     |
| 6   | Kums Zomer Martinus Gouweleeuw Janmaat | 1     |

| nr. | naam                                         | assists |
| --- | -------------------------------------------- | ------- |
| 1   | Narsingh                                     | 4       |
| 2   | Kums Janmaat                                 | 3       |
| 4   | Gouweleeuw                                   | 2       |
| 5   | Đuričić Martinus Assaidi Van la Parra Roorda | 1       |

| nr. | naam              | kaarten |
| --- | ----------------- | ------- |
| 1   | Breuer Kums Zomer |         |

## Transfers

### Aangetrokken
| Speler              | Vorige club     | Contract tot | Bijzonderheden                  |
| ------------------- | --------------- | ------------ | ------------------------------- |
| Sven Kums           | KV Kortrijk     | 2015         | € 500.000                       |
| Pelé van Anholt     | FC Emmen        |              | keert terug van verhuur         |
| Jurjan Wouda        | FC Emmen        |              | keert terug van verhuur         |
| Enzo Huntink        | FC Emmen        |              | keert terug van verhuur         |
| Youssef El Akchaoui | VVV-Venlo       | 2013         | keert terug van verhuur         |
| Geert Arend Roorda  | Excelsior       | 2012         | keert terug van verhuur         |
| Gerald Sibon        | Melbourne Heart | 2012         | transfervrije speler            |
| Mitja Rešek         | NK Maribor      | 2012         | op huurbasis                    |
| Ramon Zomer         | N.E.C.          | 2014         | € 650.000                       |
| Rajiv van La Parra  | SM Caen         | 2012         | Transfervrij + optie van 2 jaar |

| Speler               | Vorige club    | Contract tot | Bijzonderheden                                       |
| -------------------- | -------------- | ------------ | ---------------------------------------------------- |
| Johnny de Vries      | FC Emmen       | ?            | werd teruggestuurd door FC Emmen in november         |
| Oussama Tannane      | PSV            | 2013         | Transfervrij + optie van 1 jaar, weggestuurd bij PSV |
| Kristoffer Nordfeldt | Brommapojkarna | 2015         | Transfervrij                                         |

### Vertrokken
| Speler               | Nieuwe club     | bijzonderheden            |
| -------------------- | --------------- | ------------------------- |
| Kevin Stuhr-Ellegaad | IF Elfsborg     | contract niet verlengd    |
| Gerry Koning         | FC Volendam     | contract niet verlengd    |
| Calvin Jong-a-Pin    | Shimizu S-Pulse | contract niet verlengd    |
| Rico Wolven          | BV Veendam      |                           |
| Christian Grindheim  | FC Kopenhagen   |                           |
| Diederik Bangma      | WKE             | was verhuurd aan FC Emmen |
| Philip Haglund       | IFK Göteborg    |                           |
| Mika Väyrynen        | Leeds United    | Contract niet verlengd    |
| Roy Beerens          | AZ Alkmaar      | € 1.500.000,-             |
| Igor Djuric          | Al Sharjah SC   | contract ontbonden        |

| Speler         | Nieuwe club | bijzonderheden     |
| -------------- | ----------- | ------------------ |
| Robin Eriksson | ?           | contract ontbonden |

### Verhuur
| Speler          | Nieuwe club     | Bijzonderheden    |
| --------------- | --------------- | ----------------- |
| Richard Stolte  | Fortuna Sittard |                   |
| Johnny de Vries | FC Emmen        | 2e jaar verhuur   |
| Bart de Groot   | FC Emmen        | 2e jaar verhuur   |
| Harm Zeinstra   | FC Emmen        | 3e jaar verhuur   |
| Robin Eriksson  | BK Häcken       | 4 maanden verhuur |

| Speler              | Nieuwe club | bijzonderheden                      |
| ------------------- | ----------- | ----------------------------------- |
| Enzo Huntink        | FC Emmen    | was al eerder verhuurd aan FC Emmen |
| Youssef El Akchaoui | NAC         |                                     |
| René Oosterhof      | AGOVV       |                                     |

## Seizoensrecords

### Doelpunten
- Meeste doelpunten gemaakt in 1 wedstrijd : 12 in het Bekerduel tegen FC Oss op 22 december 2011, 11-1
- Meeste doelpunten tegen in 1 wedstrijd : Eredivisie wedstrijden tegen Ajax (14-08-2011 en 14-04-2012), FC Twente (20-08-2011) en 2× PSV (18-12-2011 en 18-3-12), 5 tegendoelpunten
- Meest doelpuntrijke wedstrijd : Bekerduel tegen FC Oss op (22-12-2011), 11-1
- Grootste nederlaag : Eredivisie wedstrijd tegen Ajax (14-04-2012), 0-5
- Meeste doelpunten gescoord in in wedstrijd : Bas Dost in de wedstrijd tegen Excelsior (10-12-2011) , 5 doelpunten
- Meeste doelpunten gescoord in het seizoen : Bas Dost 38 doelpunten ( 32 in de eredivisie en 6 in de beker)
- Meeste assists gemaakt in het seizoen : Luciano Narsingh 24 assists ( 20 in de eredivisie en 4 in de beker)
- Meeste doelpunten uit strafschoppen : Bas Dost 6 doelpunten ( 4 in de eredivisie en 2 in de beker)
- Meeste eigen doelpunten gemaakt : Ramon Zomer 1 eigen doelpunt

### Kaarten
- Duel met de meeste kaarten voor sc Heerenveen : Eredivisie wedstrijd tegen Feyenoord (28-08-2011), 6 kaarten
- Duel met de meeste kaarten : Eredivisie wedstrijden tegen Feyenoord (28-08-2011) en De Graafschap (21-01-2012) , 7 kaarten
- Meeste gele kaarten in het seizoen : Sven Kums 7 kaarten
- Meeste rode kaarten in het seizoen : Ramon Zomer, Daryl Janmaat Brian Vandenbussche en Doke Schmidt alle vier 1 kaart

### Duels
- Meeste Duels gespeeld: Filip Đuričić, Luciano Narsingh en Bas Dost (39)
- Meeste Duels in de aanval: Luciano Narsingh en Bas Dost(39)
- Meeste Duels op middenveld: Filip Đuričić (39)
- Meeste Duels in de verdediging: Michel Breuer (34)
- Meeste Duels op doel: Brian Vandenbussche (30)
- Meeste speelminuten in de eredivisie : Bas Dost 2.971 minuten[25]
- Meeste invalbeurten in de eredivisie : Gerald Sibon 13 keer ingevallen
- Meest gewisseld in de eredivisie : Filip Đuričić 20 keer gewisseld